# Эклектическое неоязычество
Эклектическое неоязычество, эклектизм (англ. eclecticism), эклектическое язычество, реже универсалистское, внеконфессиональное неоязычество (англ. Universalist, Non-denominational Paganism) — синкретическое неоязычество, совокупность неоязыческих движений, которые свободно смешивают язычество с элементами других религий и философий, традиции разных регионов, народов и эпох, рассматривают язычество прошлого в основном лишь как источник вдохновения для собственного духовного поиска и сближаются с культурой нью-эйдж.
В книге «Handbook of New Age» Мелисса Харрингтон пишет, что «эклектические язычники не следуют какому-либо конкретному язычеству, но языческому религиозному пути, который включает в себя всеобъемлющий языческий дух почитания древних богов, включённость в магическое мировоззрение, надзор и заботу о Земле, и „религию природы“».
Отличается от политеистического реконструкционизма (reconstructionism), ставящего своей целью реконструкцию политеистических (дохристианских, языческих) религиозных традиций определённой этнической группы, языкового или географического региона.
Реконструкционистское неоязычество более распространено в Восточной Европе, эклектическое, например, викка, — в Северной Америке и на Британских островах.
Понятие неоязыческий эклектизм отражает классификацию неоязыческих движений, основанную на различном отношении к источниковому материалу по дохристианским системам верований. Майкл Стрмиска (Висконсинский университет в Мадисоне и Бостонский университет, один из основателей Всемирного конгресса этнических религий) отмечает, что неоязыческие группы можно «разделить в рамках континуума: на одном конце находятся те, которые стремятся реконструировать древние религиозные традиции определённой этнической группы или языкового или географического региона в максимально возможной степени; на другом конце находятся те, которые свободно смешивают традиции разных регионов, народов и временных периодов». Стрмиска пишет, что эти два полюса можно назвать реконструкционизмом и эклектизмом (reconstructionism and eclecticism) соответственно. Реконструкционисты не совсем отвергают инновации в своей интерпретации и адаптации исходного материала, однако они считают, что исходный материал передаёт большую аутентичность и, следовательно, должен быть подчёркнут. Они часто учитывают содержание научных дискуссий на тему дохристианских религий, а некоторые реконструкционисты сами являются учёными. Эклектисты, наоборот, ищут лишь общего вдохновения в дохристианском прошлом и не стремятся воссоздать обряды и традиции с особым вниманием к деталям.
А. А. Бесков писал, что эклектическое неоязычество, лишённое конкретной географической и этнической подосновы, сближается с культурой нью-эйдж, в отличие от реконструкционистского направления. По его словам, русским неоязычеством именуется реконструкционистское направление, которое декларирует историческую и идейную связь с восточнославянскими («русскими») дохристианскими верованиями. Именно такое неоязычество называется в литературе термином «родноверие».
К реконструкционистскому направлению принадлежат движения, которые часто выступают за обозначение «родная вера» («Native Faith»), включая ромуву, германское неоязычество и эллинизм. К эклектизму относятся викка, телема, адонизм, неодруидизм, движение Богини, дискордианизм и радикальные феи. Стрмиска также считает, что это разделение можно рассматривать как основанное на «дискурсах идентичности», при этом реконструкционисты подчёркивают глубоко укоренённое чувство земли и народа, а эклектисты придерживаются принципов универсальности и открытости по отношению к человечеству и миру.
Стрмиска также отмечает, что это разделение «не так абсолютно и не так прямолинейно, как может показаться». Он приводит в пример диевтуриба, форму реконструкционистского неоязычества, которое стремится возродить дохристианскую религию латышского народа, но демонстрирует эклектические тенденции, перенимая монотеистическую направленность и церемониальную структуру лютеранства. Исследуя неошаманизм среди саамов Северной Скандинавии, Сив Эллен Крафт подчёркивает, что, несмотря на то, что религия является реконструкционистской по замыслу, она весьма эклектична в аспекте заимствования элементов шаманских традиций других регионов. Мэтью Амстер отмечает, что асатро, форма германского неоязычества в Дании, явно не вписывается в эти рамки, поскольку, стремясь к реконструкционистской исторической точности, асатро, тем не менее, подвергнуто сильному христианскому влиянию. Движение конструирует догмы, практики, религиозные титулы, литературу; признаёт и поклоняется только асам; решительно избегает акцента на этнической принадлежности, что характерно для других реконструкционистских групп. Хотя викка определяется как эклектическая форма неоязычества, Стрмиска также отмечает, что некоторые виккане имеют более реконструкционистскую направленность, сосредоточившись на определённых этнических и культурных связях. Существуют такие варианты, как скандинавская викка и кельтская викка.
О. В. Кутарев предлагает систематизацию неоязыческих движений по этническому признаку: германское неоязычество — асатру, кельтское — друидизм, славянское и др., и по синкретическому — например, викка.